# Elymnias melitia
Elymnias melitia är en fjärilsart som beskrevs av De Nicéville 1902. Elymnias melitia ingår i släktet Elymnias och familjen praktfjärilar. Inga underarter finns listade i Catalogue of Life.